# ホームプラス
ホームプラス（韓国語: 홈플러스、英語: Homeplus）は韓国第2位のディスカウントストアブランドである。かつては、韓国サムスングループと、英国に本社を置くテスコとが共同で運営していた。

## 沿革
- 1997年9月　サムスン物産の流通部門によりホームプラス1号店（大邱店）営業開始
- 1999年5月　（株）サムスンテスコ発足
- 2000年8月　最初の合弁1号店（安山店）営業開始
- 2001年7月　PB・商品券を本格的に開始
- 2002年11月　ファミリーカード発行開始
- 2004年6月　ホームプラスエクスプレス（スーパー）1号店営業開始
- 2008年5月　ディスカウントストアチェーンのホームエバー（旧カルフール韓国法人）を買収、ホームプラステスコ発足
- 2011年7月　サムスン物産が保有株式をテスコに売却。サムスングループから分離
- 2015年10月　テスコが保有株式をMBKパートナーズに売却。再び韓国資本となる
- 2025年3月4日　ソウル回生裁判所（朝鮮語版）に企業再生手続開始を申請[1]。

## 店舗
2009年現在、240を超える店舗を有する。そのうち「ホームプラス」は110店あまりで、残りは比較的小型の「ホームプラス　エクスプレス」である。世界各国で展開するテスコグループの各法人中、大型の店舗をこれだけ多く展開しているところは例外的であり、結果としてホームプラスはテスコグループ内で店舗延べ面積に対する店舗数が最小となっており（1店舗あたりの平均面積が広い）、また国家別の売り上げも1位である。

### ホームプラス
- ソウル特別市：19店舗
- 仁川・京畿道地域：44店舗
- 江原道地域：4店舗
- 大田・忠北・忠南・世宗市地域：18店舗
- 大邱・慶北地域：17店舗
- 釜山・蔚山・慶南地域：26店舗
- 光州・全北・全南地域：21店舗
- 済州地域：1店舗（西帰浦店）

### ホームプラスエクスプレス
- ソウル特別市：62店舗
- 仁川・京畿道地域,江原道：66店舗
- 大田・淸州・忠南地域：16店舗
- 大邱・慶北地域：8店舗
- 釜山・蔚山・慶南地域,益山：33店舗

## 英国への逆輸出
テスコグループの海外進出が主に英国国内の店舗形態そのままで出店しているのとは異なり、韓国のホームプラスはサムスンとの合弁による大型ディスカウントストアとして出発した。カルフールやウォルマートが韓国進出を試みるも最終的に撤退したのとは対照的にホームプラスブランドは前述の通り国内2位のブランドに成長した。このことから英国のテスコ本社ではTesco Homeplusブランドを別途ベンチマーキングし、同名店舗を英国国内で10店舗あまり運営している。